# Mũi Capricorn
Bản mẫu:Infobox Lighthouse
Mũi Capricorn là một mũi đất ở vùng bờ biển miền trung bang Queensland, Úc.
Tên mũi đất này do thuyền trưởng người Anh James Cook đặt, khi ông qua đây ngày 25 tháng 5 năm 1770, vì thấy nơi đây nằm ở chí tuyến Nam.
Một tháp hải đăng lần đầu tiên được dựng trên mũi đất này vào năm 1875. Tháp hải đăng hiện nay cao 7 m, tại vị trí có độ cao 94 m trên mực nước biển, được xây dựng năm 1964 và là tháp thứ ba ở đây. Cũng như phần lớn các ngọn hải đăng dọc bờ biển Queensland, tháp hải đăng này vận hành tự động. Tháp hải đăng này có tầm soi sáng xa 16 hải lý (khoảng 30 km).